# 李景亮
李景亮（1988年3月20日—），中国新疆塔城地区人，中国综合格斗运动员，绰号“吸血魔”，效力于北京拳天下MMA綜合搏擊俱樂部（China Top Team）。现为终极格斗锦标赛（UFC）次中量级选手。他是继张铁泉、居马别克之后第三位进军UFC的中国选手。

## 职业生涯

### 早期生涯
1988年3月20日，李景亮生于新疆塔城一个农村家庭，中学时在塔城市业余体校学习摔跤，后改练散打，2006年加入新疆维吾尔自治区散打队，师从知名散打选手宝力高。其后随宝力高转习综合格斗，并加入北京拳天下搏击俱乐部，其後在巴西柔術習得棕色帶。李景亮曾参加过英雄榜（Art of War Fighting Championship）8，15；终极勇士综合搏击大赛（UMAC Ultimate Martial Arts Combat）；武林传奇（Legend Fighting Championship）2，3，4，5，7，9，11。并2013年4月27日，在武林传奇11中击败新西兰选手居莫（Luke Jumeau），获次中量级金腰带。

### UFC生涯
2014年起出场终极格斗锦标赛，截至2021年10月，李景亮战绩为10胜5负。
- 2014年5月24日，李景亮UFC首秀于美国拉斯维加斯对战美国选手大卫·米肖德（David Michaud）。李景亮最终以29-28、30-27、28-29的分歧裁决击败了大卫·米肖德，获得了UFC首胜[10]。
- 2014年10月4日，李景亮在加拿大哈利法克斯市对战法国选手努尔丁·塔勒布（Nordine Taleb）。最终以29-28，28-29，29-30的点数，分歧裁决负于努尔丁·塔勒布[11]。
- 2015年3月16日，李景亮在菲律宾帕赛市仅用时85秒便降服了巴西选手迪亚戈·利马（Dhiego Lima）[12]。
- 2015年9月27日，在日本埼玉市，李景亮对战日本选手中村K太郎（Keita Nakamura），被对手裸绞制服落败[13]。
- 2016年7月8日，李景亮在美国拉斯维加斯首回合便TKO澳大利亚选手安顿-扎菲尔（Anton Zafir）[14]。
- 2017年1月28日，李景亮在科罗拉多丹佛举行的UFC On FOX 23中两回合击倒了对手美国人鲍比·纳什（Bobby Nash）[15]。
- 2017年6月17日，在新加坡加冷，李景亮以29-28，29-27，29-28的点数，以一致判定击败了关岛选手弗兰克·卡马乔（Frank Camacho）。获得今夜最佳之战的同时，创纪录获得3连胜[16]。
- 2017年11月25日，在中国上海，李景亮首回合击倒来自美国的扎克·奥托（Zak Ottow），获得四连胜[17]。
- 2018年2月11日，澳大利亚帕斯，东道主杰克·马修斯（Jake Matthews）以29-28，30-26，30-26的点数一致裁决战胜李景亮[18]。
- 2018年6月23日，新加坡加冷，李景亮以30-27，30-27，30-27的点数一致判定战胜日本选手阿部大治（Daichi Abe），赢得了自己在八角笼内的第7场胜利[19]。
- 2018年11月24日，在中国北京，李景亮技术性击倒德国人戴维·扎瓦达（David Zawada）并获得今夜最佳表现[20]。
- 2019年3月25日，原定北京时间4月28日UFC on ESPN 3在美国佛罗里达与巴西选手“牛仔”亚历克斯-奥利维拉的比赛因李景亮受伤而取消[21]。
- 2019年8月31日，李景亮在中國深圳舉行的UFC格鬥之夜157（UFC深圳賽）中战胜巴西人埃利澤烏·扎爾斯基·多斯·桑托斯（英语：Elizeu Zaleski Dos Santos）[22]。
- 2020年3月7日，李景亮在拉斯维加斯举办的UFC248比赛中以27-30，27-30，27-30的一致裁定负于美国选手尼尔·马格尼（英语：Neil Magny）[23]。
- 2020年12月12日，李景亮本应该在UFC256中迎战德怀特·格兰特Dwight Grant（英语：德怀特·格兰特Dwight Grant）[24]。然而在12月8日，格兰特的COVID-19检测呈阳性，不得不退出比赛[25]。因为没有找到合适的替换对手，李景亮无法参加UFC256的比赛[26]。
- 2021年1月16日，李景亮在UFC搏击岛7（英语：UFC on ABC: Holloway vs. Kattar）赛事中以替代穆斯利姆·萨利霍夫的身份对战圣提亚哥·彭兹尼比奥（英语：Santiago Ponzinibbio）[27]。李景亮在第一回合击倒彭兹尼比奥，获得了比赛胜利[28]。并且赢得了今夜最佳表现[29]。在此战之后，李景亮进入UFC次中量级排名第12位。[30]
- 2021年10月30日，李景亮在UFC 267对战瑞典选手奇马耶夫，奇马耶夫在第一回合裸绞降伏李景亮。[31]
- 2022年7月17日，李景亮在UFC on ABC 3技术性击倒穆斯利姆·萨利霍夫，获得今夜最佳表现。
- 李景亮本该在2022年9月11日的UFC 279对战托尼·弗格森，但因奇马耶夫超重，被调整为对战丹尼尔·罗德里格斯。李景亮分歧判定告负，然而裁判的判决引发广泛争议。

## 争议

### 瘦肉精事件
李景亮于2016年5月18日因反兴奋剂药检未通过（盐酸克伦特罗呈阳性），8月23日被内华达州运动员委员会禁赛。2016年8月26日就关于此事件发表声明，解释其原因为瘦肉精所导致。2016年9月2日美国反兴奋剂协会发布声明表示由于李景亮体内被查出的盐酸克伦特罗含量很低，决定不对李景亮进行任何处罚。9月13日，内华达州运动员委员会取消对李景亮的禁赛，并宣布将不对他进行任何处罚。

### 插眼事件
2018年2月11日，李景亮在UFC221对战杰克·马修斯的比赛中，一次插眼行为引起争议。其所在的拳天下俱乐部给出回应称：针对比赛中有所争议的“扣眼睛”动作，景亮当时的位置无法看到对手的脸在哪里，在缠斗中用力挣脱，并不存在故意犯规。杰克·马修斯也也在其社交网站上发表声明：“请忘记插眼的事关注这场比赛本身，我很尊敬李景亮”。
李景亮和家人生活在北京，育有一儿一女。

## 冠军头衔与成就

### 武林传奇
- 武林传奇次中量级冠军（2013年）[41]。

### 中国柔术公开赛
- 2013年中国柔术公开赛男子紫带92kg级金牌与男子紫带无差别级金牌[42]。

### 终极格斗冠军赛
- 2次UFC今夜最佳比赛。对战弗兰克·卡马乔与对战杰克·马修斯[43][44]。
- 3次UFC今夜最佳表现。对战扎克·奥托、对战戴维·扎瓦达以及对战圣提亚哥·彭兹尼比奥[45][46]。

### 其他
- 2018年获得“一带一路中国年度格斗盛典”大奖[47]。

## 综合格斗战绩
| 结果 | 战绩 | 对手                          | 获胜方式                     | 赛事                                   | 日期           | 回合 | 时间 | 地点                     | 注释                            |
| ---- | ---- | ----------------------------- | ---------------------------- | -------------------------------------- | -------------- | ---- | ---- | ------------------------ | ------------------------------- |
| 负   | 19–8 | 丹尼尔·罗德里格斯             | 分歧裁决                     | UFC 279                                | 2022年9月10日  | 3    | 5:00 | 美国拉斯维加斯           | 协议量级比赛（180磅）           |
| 胜   | 19–7 | 穆斯利姆·萨利霍夫             | 技术性击倒（拳击加肘击）     | UFC on ABC: Ortega vs. Rodríguez       | 2022年7月16日  | 2    | 4:38 | 美国纽约州埃尔蒙特       | 今夜最佳表现，免费观看          |
| 负   | 18–7 | 奇马耶夫                      | 技术性降伏（裸绞）           | UFC 267                                | 2021年10月30日 | 1    | 3:16 | 阿拉伯联合酋长国阿布扎比 |                                 |
| 胜   | 18–6 | 圣提亚哥·彭兹尼比奥           | KO（击打）                   | UFC搏击岛7                             | 2021年1月16日  | 1    | 4:25 | 阿拉伯联合酋长国阿布扎比 | 今夜最佳表现，免费观看          |
| 负   | 17–6 | 尼尔·马格尼                   | 一致裁决                     | UFC 248                                | 2020年3月7日   | 3    | 5:00 | 美国拉斯维加斯           |                                 |
| 胜   | 17–5 | 埃利澤烏·扎爾斯基·多斯·桑托斯 | 技术性击倒（击打）           | UFC格鬥之夜157：安德拉德 对 张伟丽     | 2019年8月31日  | 3    | 4:51 | 中国深圳                 | 今夜最佳表现                    |
| 胜   | 16–5 | 戴维·扎瓦达                   | 技术性击倒（踢中身体，拳击） | UFC格斗之夜141：Blaydes 对 Ngannou 2   | 2018年11月24日 | 3    | 4:07 | 中国北京                 | 今夜最佳表现                    |
| 胜   | 15–5 | 阿部大治                      | 一致裁决                     | UFC格斗之夜132：Cerrone 对 Edwards     | 2018年6月23日  | 3    | 5:00 | 新加坡加冷               |                                 |
| 负   | 14–5 | 杰克·马修斯                   | 一致裁决                     | UFC 221                                | 2018年2月11日  | 3    | 5:00 | 澳大利亚帕斯             | 今夜最佳之战                    |
| 胜   | 14–4 | 扎克·奥托                     | 技术性击倒（拳击）           | UFC格斗之夜122: Bisping 对 Gastelum    | 2017年11月25日 | 1    | 2:57 | 中国上海                 | 今夜最佳表现                    |
| 胜   | 13–4 | 弗兰克·卡马乔                 | 一致裁决                     | UFC格斗之夜111：Holm 对 Correia        | 2017年6月17日  | 3    | 5:00 | 新加坡加冷               | 今夜最佳之战                    |
| 胜   | 12–4 | 鲍比·纳什                     | 击倒（拳击）                 | UFC on Fox 23: Shevchenko vs. Peña     | 2017年1月28日  | 2    | 4:45 | 美国丹佛                 |                                 |
| 胜   | 11–4 | 安顿·扎菲尔                   | 击倒（拳击）                 | 终极斗士：Joanna队 对 Cláudia Finale队 | 2016年7月8日   | 1    | 2:46 | 美国拉斯维加斯           |                                 |
| 负   | 10–4 | 中村K太郎                     | 技术性降服（站立背后裸绞）   | UFC格斗之夜75：Barnett 对 Nelson       | 2015年9月27日  | 3    | 2:17 | 日本埼玉县               |                                 |
| 胜   | 10–3 | 迪亚戈·利马                   | 降服（拳击）                 | UFC格斗之夜66：Edgar 对 Faber          | 2015年3月16日  | 1    | 1:25 | 菲律宾帕赛市             | 免费观看 （页面存档备份，存于） |
| 负   | 9–3  | 努尔丁·塔勒布                 | 分歧裁决                     | UFC格斗之夜54：MacDonald 对 Saffiedine | 2014年10月4日  | 3    | 5:00 | 加拿大哈利法克斯         |                                 |
| 胜   | 9–2  | 大卫·米肖德                   | 分歧裁决                     | UFC 173                                | 2014年5月24日  | 3    | 5:00 | 美国拉斯维加斯           |                                 |
| 胜   | 8–2  | 居莫                          | 降服（断头台式颈锁）         | 武林传奇11                             | 2013年4月27日  | 3    | 3:38 | 中国香港                 | 获武林传奇次中量级金腰带        |
| 胜   | 7–2  | 丹鲍林（Dan Pauling）         | 一致裁决                     | 武林传奇9                              | 2012年6月16日  | 3    | 5:00 | 中国香港                 |                                 |
| 负   | 6–2  | 裴明聕                        | 一致裁决                     | 武林传奇7                              | 2012年2月11日  | 3    | 5:00 | 中国香港                 |                                 |
| 胜   | 6–1  | 牛小强                        | 一致裁决                     | 武林传奇5                              | 2011年7月16日  | 3    | 5:00 | 中国香港                 |                                 |
| 胜   | 5–1  | 罗仙尼（Tony Rossini）        | 技术性降服（断头台式颈锁）   | 武林传奇4                              | 2011年1月27日  | 2    | 1:11 | 中国香港                 |                                 |
| 胜   | 4–1  | 刘家彭                        | 技术性击倒（拳击）           | 武林传奇3                              | 2010年9月24日  | 1    | 3:43 | 中国香港                 |                                 |
| 负   | 3–1  | 克拉雷（Pat Crawley）         | 一致裁决                     | 武林传奇2                              | 2010年6月24日  | 3    | 5:00 | 中国香港                 |                                 |
| 胜   | 3–0  | 宫云涛                        | 降服（断头台式颈锁）         | 英雄榜15                               | 2009年11月28日 | 1    | 5:29 | 中国北京                 |                                 |
| 胜   | 2–0  | 刘金文                        | 降服（断头台式颈锁）         | 终极勇士综合搏击大赛                   | 2009年4月18日  | 1    | 3:05 | 中国北京                 |                                 |
| 胜   | 1–0  | Gadzhiev Makhach              | 降服（拳击）                 | 英雄榜8                                | 2007年9月23日  | 2    | 1:02 | 中国北京                 |                                 |